# Gnathostrangalia longiceps
Gnathostrangalia longiceps là một loài bọ cánh cứng trong họ Cerambycidae.